# Erik V. (Dänemark)

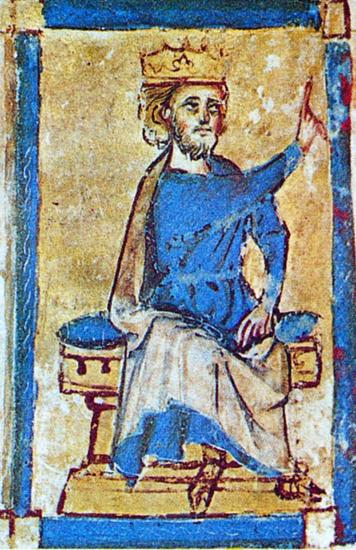
Erik V. Klipping

Erich V. Klipping, dän. Erik V. Klipping,  zeitweise auch Erik V. Glipping genannt (* um 1249 auf Schloss Ålholm (bei Nysted), Lolland; † 22. November 1286 in Finderup bei Viborg) war König von Dänemark.

## Leben
Er war der einzig überlebende Sohn König Christophs I. von Dänemark (* um 1219; † 1259) aus dem Haus Estridsson und dessen Frau Margarete Sambiria (* um 1230; † 1282).

### Jugend
Bereits 1254 wurde Erik als Thronfolger gewählt, wurde jedoch zu Lebzeiten seines Vaters Christoph I. nicht gekrönt wegen des Widerstandes des Erzbischofs Jakob Erlandsen von Lund, mit dem Christoph in seinen letzten Lebensjahren im Streit lag. Als Christoph Mitte 1259 überraschend starb, hinterließ er den Erzbischof in Haft und eine Fehde gegen die Familie seines Vorgängers und Bruders Abel. Margarete Sambiria als Vormund ihres Sohnes versuchte Stabilität herzustellen. Jakob Erlandsen wurde freigelassen und Abels Sohn Erik mit dem Herzogtum Schleswig belehnt. Weihnachten 1259 wurde Erik V. in Viborg zum König gekrönt.
Erik von Schleswigs Mutter Mechthild von Holstein verbündete sich 1260 mit Jakob Erlandsen und ihren Brüdern, den Grafen von Schauenburg und Holstein Johann I. und Gerhard I. gegen Dänemark. Margarete Sambiria setzte daher die Fehde gegen Erzbischof Erlandson und Herzog Erik von Schleswig fort. Beim Angriff auf Holstein gerieten Erik V. und seine Mutter nach der Schlacht auf der Lohheide 1261 in Gefangenschaft. Margarete Sambiria konnte bald dank der Unterstützung von Albrecht von Braunschweig nach Dänemark zurückkehren. Nachdem Albrecht, der selbst die Macht in Dänemark an sich reißen wollte, durch den dänischen Adel wieder vertrieben worden war, regierte Margarete Sambiria. Jakob Erlandson sowie weitere hohe Geistliche wurden verbannt. Erik dagegen wurde in Holstein interniert und kam erst 1264 nach Intervention durch Markgraf Johann I. gegen erhebliche Zugeständnisse an Erik von Schleswig wieder frei. Auch nach seiner Rückkehr regierte bis etwa 1266 zunächst seine Mutter für ihn.

### Regentschaft
1266 überließ Erik seiner Mutter den dänischen Teil Estlands als Witwengut und regierte selbständig. Margarete Sambiria behielt jedoch zunächst Einfluss. Eriks Weigerung, der Forderung von Papst Clemens IV. nach Wiedereinsetzung der verbannten Bischöfe nachzukommen, zog den päpstlichen Bann über den König und seine Mutter nach sich. Erlandson gelangte dadurch nicht wieder in sein Amt, sondern blieb in Italien und intervenierte beim Papst, doch erst 1272 setzte Papst Gregor X. durch, dass die dänischen Bischöfe sich beugten. Erlandson machte sich auf die Reise in den Norden, kam jedoch 1274 auf Rügen durch einen Armbrustschuss um.
1272 starb Erik von Schleswig und Erik Klipping regierte als Vormund für dessen Erben Waldemar IV. Schleswig und verleibte Flensburg, Alsen und Fehmarn seinem Reich ein.
Zwar erlangte Erik auf diese Weise Erfolge gegen die Feinde seines Vaters, doch ansonsten war seine gesamte Regierungszeit durch Anarchie geprägt. 1282 wurden seine ohnehin faktisch schon eingeschränkten Rechte durch eine vom dänischen Adel aufgezwungene Handfeste weiter beschränkt. Dies war die erste dänische Handfeste. Sie entzog dem König die Gerichtsamkeit  und band diese an ein ordentliches Gericht, das Danehof. Auch seiner willkürlichen Enteignung des Besitzes seiner Untertanen wurde ein Riegel vorgeschoben.
Auch mit seiner Verwandtschaft gab es Konflikte. So war Erik V. nicht bereit, den Töchtern seines Onkels Erik IV. Plogpenning, die ihnen zustehenden Güter zu übereignen. Da es sich bei Sofia um eine schwedische und bei Ingeborg um eine norwegische Königswitwe handelte, verkomplizierte dieses die Beziehungen zu Schweden und Norwegen.

### Tod
Am 22. November 1286 wurde Erik auf der Jagd in Finderup (Jütland) durch mehrere Dolchstiche ermordet. Erik V. liegt im Dom zu Viborg begraben. Sein Sohn Erik Menved wurde sein Nachfolger. Waldemar IV. von Schleswig  und seine Mutter Agnes wurden seine Vormünder.
Die Identität der Mörder ist nicht eindeutig geklärt, als Drahtzieher wird sein Cousin Jakob Nielson, Graf von Halland, ein Enkel von Waldemar II. Sejrs unehelichem Sohn Niels, genannt. Beim Prozess vor dem Danehoffet in der Nyborg im folgenden Jahr wurden neun Adlige, darunter Jakob Nielson, des Mordes angeklagt und für vogelfrei erklärt. Sie flohen nach Norwegen. Ein halbes Jahrhundert später soll gemäß einer Chronik auch Waldemar IV. von Schleswig als Mörder bezichtigt worden sein. Herzog Waldemar verdächtigte indes den Reichstruchseß Peder Höfel des Mordes und ließ diesen schließlich 1289 in Ketten zur Sonderburg bringen, wo er für lange Zeit gefangen gehalten wurde.

## Ehe und Nachkommen
Mit seiner Frau Agnes (* nach 1255, † 1304), der Tochter Johanns I. von Brandenburg, die er 1273 heiratete, bekam er zahlreiche Kinder:
- Erik VI. Menved (* 1274; † 13. November 1319), König von Dänemark (1286–1319)
- Waldemar († 1304)
- Richsa († vor 27. Oktober 1308), ⚭ 1292/1293 Nikolaus II., Fürst von Werle
- Christoph II. (* 1276; † 2. August 1332), König von Dänemark (1319–1326 und 1330–1332)
- Märta († 2. März 1341), ⚭ 1298 Birger Magnusson, König von Schweden
- Katharina (* 1278, † 1283)
- Elisabeth (* 1280, † 1283)

## Beiname
Der Beiname Klipping, der schon in zeitgenössischen Quellen erscheint, bedeutet "beschneiden". Der Grund für die Namensgebung ist unbekannt.
Ein altes Wörterbuch nennt zwei Bedeutungen: Ein aus Schaffell zugeschnittener Handschuh oder eine dünne, viereckige, mit der Schere zugeschnittene Silbermünze. Diese Münze taucht jedoch erst 1519 auf, und kann sich daher nicht auf Erik Klipping beziehen. Ludvig Holberg ordnete den Beinamen Klipping als eine Ableitung von der oben erwähnten gleichnamigen Scheidemünze Christian II. wegen der unter ihm stattgefundene Geldverschlechterung zu. Eriks Beinamen deutete er in der Fassung Glipping als Zwinkerer.